# Кірзавод (Новосибірська область)
Кірзавод (рос. Кирзавод) — селище у Чановському районі Новосибірської області Російської Федерації.
Входить до складу муніципального утворення Озеро-Карачінська сільрада. Населення становить 182 особи (2015).

## Історія
Згідно із законом від 2 червня 2004 року органом місцевого самоврядування є Озеро-Карачінська сільрада.

## Населення
| 2002 | 2007 | 2010 | 2011 | 2012 | 2013 | 2014 |
| ---- | ---- | ---- | ---- | ---- | ---- | ---- |
| 171  | ↗174 | ↗175 | ↗177 | ↘165 | ↗177 | ↗183 |
| 2015 |      |      |      |      |      |      |
| ↘182 |      |      |      |      |      |      |